# Rhacophorus jarujini
Rhacophorus jarujini é uma espécie de anfíbio anuro da família Rhacophoridae. Está presente na Tailândia. A UICN classificou-a como deficiente de dados.